# Iglesia Bautista y Cementerio Carswell Grove
La Iglesia Bautista y Cementerio Carswell Grove es una iglesia histórica y un cementerio de negros situado cerca de la aldea de Perkins, en el estado de Georgia (Estados Unidos). Fue construida entre 1842 y 1846 en Big Buckhead Church Road y figura en el Registro Nacional de Lugares Históricos en 1996. El último templo era  el reemplazo de una iglesia anterior que se quemó en 1919, pero este a su vez ardió en 2014 debido a un incendio provocado.

## Historia
La iglesia histórica Bautista Big Buckhead se encuentra a unos cientos de metros al suroeste. Antes de la Guerra de Secesión, los negros habían asistido allá a los servicios religiosos, aunque en bancos separados. Tras la guerra, los blancos echaron los echaron, de modo que se quedaron sin un templo donde rezar. Ante esa situación, el juez blanco Porter W. Carswell les otorgó 1 ha para construir su propia iglesia, y en agradecimiento esta fue nombrada en su honor. : 4 
La iglesia original se quemó en el disturbio del condado de Jenkins de 1919. Fue reemplazado en 1919 por un edificio con marco de madera, ventanas neogóticas y otros detalles. Su hastial delantero estaba flanqueado por dos torres cuadradas. Antes de su destrucción en 2014, el edificio estaba tapiado y deteriorado; la congregación se reúne actualmente en un inmueble adyacente más modesto y moderno.
El cementerio fue fundado hacia 1870, cuando se construyó el edificio original de la iglesia. Se encuentra a lo largo de la parte trasera y los lados de la iglesia e incluye lápidas "modestas".